# I Look to You
I Look to You là album phòng thu thứ bảy và cũng là cuối cùng của ca sĩ người Mỹ Whitney Houston, phát hành ngày 28 tháng 8 năm 2009 bởi Arista Records. Đây là dự án phòng thu đầu tiên của Houston sau sáu năm kể từ album trước One Wish: The Holiday Album (2003), và được nhìn nhận như album đánh dấu sự trở lại của nữ ca sĩ sau những rắc rối trong đời sống cá nhân được truyền thông rộng rãi, đỉnh điểm là vụ ly hôn với chồng cũ Bobby Brown vào năm 2007. Houston mô tả album sẽ phản ánh những trạng thái cảm xúc và ghi lại các sự kiện trong cuộc sống của cô lúc bấy giờ, trong đó cô đóng vai trò điều hành với cộng tác viên lâu năm Clive Davis, đồng thời hợp tác với nhiều nhà sản xuất khác nhau như David Foster, Stargate, C. "Tricky" Stewart, Danja và Akon, người cũng tham gia góp giọng trong "Like I Never Left". 
Tương tự như những album trước của Houston, I Look to You là một bản thu âm pop,soul và R&B được xây dựng với mong muốn tạo nên một tác phẩm thể hiện giá trị của nữ ca sĩ trong ngành công nghiệp âm nhạc mà không cần phải chạy theo bất kì xu hướng âm nhạc nào. Sau khi phát hành, album nhận được những đánh giá tích cực từ các nhà phê bình âm nhạc, trong đó họ đánh giá cao khả năng truyền tải cảm xúc qua giọng hát của Houston. I Look to You cũng gặt hái nhiều thành công lớn về mặt thương mại, đứng đầu các bảng xếp hạng ở Canada, Hà Lan, Đức, Ý, Ba Lan và Thụy Sĩ, đồng thời lọt vào top 10 ở nhiều thị trường khác, bao gồm vươn đến top 5 ở Đan Mạch, Pháp, Na Uy, Tây Ban Nha, Thụy Điển và Vương quốc Anh. Tại Hoa Kỳ, album ra mắt ở vị trí số một trên bảng xếp hạng Billboard 200 với 305,000 bản, trở thành album quán quân thứ tư của cô tại đây.
Hai đĩa đơn đã được phát hành từ I Look to You, trong đó bài hát chủ đề cùng tên với album được giới chuyên môn đánh giá cao và lọt vào top 20 trên bảng xếp hạng R&B tại Hoa Kỳ. Đĩa đơn tiếp theo "Million Dollar Bill" được phát hành trên thị trường quốc tế và lọt vào top 10 ở một số quốc gia, trong khi "I Didn't Know My Own Strength" và 	"Nothin' But Love" cũng lần lượt được chọn làm đĩa đơn quảng bá. Houston đã trình diễn những bài hát từ album trên nhiều chương trình truyền hình và lễ trao giải lớn để quảng bá album, như Good Morning America, The Oprah Winfrey Show và giải thưởng Âm nhạc Mỹ năm 2009, nơi cô được trao Giải Nghệ sĩ Quốc tế. Ngoài ra, cô cũng tiến hành chuyến lưu diễn Nothing but Love World Tour với 48 đêm diễn và đi qua Châu Âu, Châu Á và Châu Đại Dương. Tính đến nay, I Look to You đã bán được hơn 3 triệu bản trên toàn thế giới.

## Danh sách bài hát
| I Look to You    | I Look to You                          | I Look to You                                                      | I Look to You                                   | I Look to You |
| STT              | Nhan đề                                | Sáng tác                                                           | Sản xuất                                        | Thời lượng    |
| ---------------- | -------------------------------------- | ------------------------------------------------------------------ | ----------------------------------------------- | ------------- |
| 1.               | "Million Dollar Bill"                  | Alicia Keys Kasseem Dean Norman Harris                             | Swizz Beatz Keys [a]                            | 3:24          |
| 2.               | "Nothin' But Love"                     | Fernando Garibay Franne Golde Kasia Livingston Nathaniel Hills     | Danja Garibay Harvey Mason Jr. [b]              | 3:35          |
| 3.               | "Call You Tonight"                     | Johntá Austin Tor Erik Hermansen Mikkel S. Eriksen                 | Stargate                                        | 4:08          |
| 4.               | "I Look to You"                        | R. Kelly                                                           | C. "Tricky" Stewart Mason, Jr. Emanuel Kiriakou | 4:25          |
| 5.               | "Like I Never Left" (hợp tác với Akon) | Whitney Houston Aliaune "Akon" Thiam Giorgio Tuinfort Claude Kelly | Akon Mason Jr. [a] Tuinfort [c]                 | 3:49          |
| 6.               | "A Song for You"                       | Leon Russell                                                       | Stargate Mason, Jr. [b]                         | 4:11          |
| 7.               | "I Didn't Know My Own Strength"        | Houston Diane Warren                                               | David Foster                                    | 3:40          |
| 8.               | "Worth It"                             | Austin Eric Hudson                                                 | Hudson Mason, Jr. [b]                           | 4:39          |
| 9.               | "For the Lovers"                       | Hills C. Kelly Marcella Araica                                     | Danja Kelly [b]                                 | 4:14          |
| 10.              | "I Got You"                            | Houston Thiam Tuinfort C. Kelly                                    | Akon C. Kelly [b] Tuinfort [c]                  | 4:12          |
| 11.              | "Salute"                               | R. Kelly                                                           | R. Kelly Mason, Jr. [b]                         | 4:10          |
| Tổng thời lượng: | Tổng thời lượng:                       | Tổng thời lượng:                                                   | Tổng thời lượng:                                | 44:47         |

| Track bổ sung bản đặt trước trên iTunes Hoa Kỳ | Track bổ sung bản đặt trước trên iTunes Hoa Kỳ | Track bổ sung bản đặt trước trên iTunes Hoa Kỳ | Track bổ sung bản đặt trước trên iTunes Hoa Kỳ | Track bổ sung bản đặt trước trên iTunes Hoa Kỳ |
| STT                                            | Nhan đề                                        | Sáng tác                                       | Producer                                       | Thời lượng                                     |
| ---------------------------------------------- | ---------------------------------------------- | ---------------------------------------------- | ---------------------------------------------- | ---------------------------------------------- |
| 12.                                            | "I Didn't Know My Own Strength" (Club Remix)   | Houston Warren                                 | Peter Rauhofer                                 | 7:42                                           |

| Track bổ sung bản tại Nhật Bản | Track bổ sung bản tại Nhật Bản                                          | Track bổ sung bản tại Nhật Bản | Track bổ sung bản tại Nhật Bản            | Track bổ sung bản tại Nhật Bản |
| STT                            | Nhan đề                                                                 | Sáng tác                       | Sản xuất                                  | Thời lượng                     |
| ------------------------------ | ----------------------------------------------------------------------- | ------------------------------ | ----------------------------------------- | ------------------------------ |
| 12.                            | "I Didn't Know My Own Strength" (Daddy's Groove Magic Island Radio Mix) | Houston Warren                 | Peppe Folliero Carlo Grieco Gianni Romano | 3:11                           |

| I Look to You - The Remixes | I Look to You - The Remixes                                             | I Look to You - The Remixes |
| STT                         | Nhan đề                                                                 | Thời lượng                  |
| --------------------------- | ----------------------------------------------------------------------- | --------------------------- |
| 1.                          | "Million Dollar Bill" (Freemasons Radio Mix)                            | 3:48                        |
| 2.                          | "Million Dollar Bill" (Frankie Knuckles Radio Mix)                      | 3:15                        |
| 3.                          | "I Look to You" (Johnny Vicious Warehouse Radio Mix)                    | 4:07                        |
| 4.                          | "I Look to You" (Johnny Vicious Club Radio Mix)                         | 3:52                        |
| 5.                          | "I Didn't Know My Own Strength" (Peter Rauhofer Radio Edit)             | 3:04                        |
| 6.                          | "I Didn't Know My Own Strength" (Daddy's Groove Magic Island Radio Mix) | 3:15                        |
| 7.                          | "I Look to You" (Christian Dio Radio Mix)                               | 4:00                        |
| 8.                          | "I Look to You" (Giuseppe D. Radio Mix)                                 | 3:50                        |

Ghi chú
- "Million Dollar Bill" bao gồm đoạn nhạc mẫu "We're Getting Stronger", viết bởi Allan Felder, Norman Harris và Ronald Tyson, và thể hiện bởi Loleatta Holloway.
- "A Song for You" là bản hát lại từ bản gốc được thể hiện bởi Leon Russell.
- ^[a]  nghĩa là sản xuất giọng hát
- ^[b]  nghĩa là sản xuất giọng hát
- ^[b]  nghĩa là đồng sản xuất
- Ngoại trừ một số ghi chú, tất cả phần sản xuất giọng hát đều được xử lý bởi Harvey Mason, Jr.

## Xếp hạng
| Bảng xếp hạng (2009–2010)                | Vị trí cao nhất |
| ---------------------------------------- | --------------- |
| Album Argentina (CAPIF)                  | 2               |
| Album Úc (ARIA)                          | 16              |
| Album Áo (Ö3 Austria)                    | 3               |
| Album Bỉ (Ultratop Vlaanderen)           | 7               |
| Album Bỉ (Ultratop Wallonie)             | 9               |
| Album Brazil (ABPD)                      | 6               |
| Album Canada (Billboard)                 | 1               |
| Album Croatia (HDU)                      | 22              |
| Album Cộng hòa Séc (IFPI)                | 4               |
| Album Đan Mạch (Hitlisten)               | 2               |
| Album Hà Lan (Album Top 100)             | 1               |
| Album Phần Lan (Suomen virallinen lista) | 17              |
| Album Pháp (SNEP)                        | 3               |
| Album Đức (Offizielle Top 100)           | 1               |
| Album Hungaria (MAHASZ)                  | 5               |
| Album Ireland (IRMA)                     | 3               |
| Album Ý (FIMI)                           | 1               |
| Album Nhật Bản (Oricon)                  | 16              |
| Album Mexico (Top 100 Mexico)            | 42              |
| Album New Zealand (RMNZ)                 | 10              |
| Album Na Uy (VG-lista)                   | 2               |
| Album Ba Lan (ZPAV)                      | 1               |
| Album Bồ Đào Nha (AFP)                   | 25              |
| Album Scotland (OCC)                     | 4               |
| Album Hàn Quốc (Circle)                  | 18              |
| Album Tây Ban Nha (PROMUSICAE)           | 3               |
| Album Thụy Điển (Sverigetopplistan)      | 2               |
| Album Thụy Sĩ (Schweizer Hitparade)      | 1               |
| Album Anh Quốc (OCC)                     | 3               |
| Album Anh Quốc R&B (OCC)                 | 1               |
| Album Hoa Kỳ Billboard 200               | 1               |
| Album Hoa Kỳ Top R&B/Hip-Hop (Billboard) | 1               |

| Bảng xếp hạng (2009)                      | Vị trí |
| ----------------------------------------- | ------ |
| Album Urban Úc (ARIA)                     | 19     |
| Album Áo (Ö3 Austria)                     | 67     |
| Album Bỉ (Ultratop Flanders)              | 83     |
| Album Hà Lan (Album Top 100)              | 88     |
| Châu Âu (Music & Media)                   | 28     |
| Album Pháp (SNEP)                         | 122    |
| Album Đức (Offizielle Top 100)            | 51     |
| Album Hungaria (MAHASZ)                   | 32     |
| Album Ý (FIMI)                            | 37     |
| Album Ba Lan (ZPAV)                       | 65     |
| Album Thụy Điển (Sverigetopplistan)       | 32     |
| Album Thụy Sĩ (Schweizer Hitparade)       | 42     |
| Album Anh Quốc (OCC)                      | 70     |
| Hoa Kỳ Billboard 200                      | 29     |
| Hoa Kỳ Top R&B/Hip-Hop Albums (Billboard) | 9      |
| Bảng xếp hạng (2010)                      | Vị trí |
| Hoa Kỳ Top R&B/Hip-Hop Albums (Billboard) | 46     |

## Chứng nhận
| Quốc gia                                                                           | Chứng nhận | Số đơn vị/doanh số chứng nhận |
| ---------------------------------------------------------------------------------- | ---------- | ----------------------------- |
| Áo (IFPI Áo)                                                                       | Vàng       | 10.000*                       |
| Canada (Music Canada)                                                              | Bạch kim   | 80.000^                       |
| Pháp (SNEP)                                                                        | Vàng       | 50.000*                       |
| GCC (IFPI Trung Đông)                                                              | Vàng       | 3.000*                        |
| Đức (BVMI)                                                                         | Vàng       | 150.000^                      |
| Hungary (Mahasz)                                                                   | Vàng       | 3.000^                        |
| Ireland (IRMA)                                                                     | Bạch kim   | 15.000^                       |
| Ý (FIMI)                                                                           | Vàng       | 35.000*                       |
| Ba Lan (ZPAV)                                                                      | Bạch kim   | 20.000*                       |
| Nga (NFPF)                                                                         | Vàng       | 10.000*                       |
| Thụy Điển (GLF)                                                                    | Vàng       | 20.000^                       |
| Thụy Sĩ (IFPI)                                                                     | Vàng       | 15.000^                       |
| Anh Quốc (BPI)                                                                     | Vàng       | 100.000^                      |
| Hoa Kỳ (RIAA)                                                                      | Bạch kim   | 1.000.000^                    |
| Tổng hợp                                                                           |            |                               |
| Toàn cầu                                                                           | —          | 3,000,000                     |
| * Chứng nhận dựa theo doanh số tiêu thụ. ^ Chứng nhận dựa theo doanh số nhập hàng. |            |                               |